# ベラルーシ共和国青年団
ベラルーシ共和国青年団（ベラルーシ語:Беларускі рэспубліканскі саюз моладзі ロシア語:Белорусский республиканский союз молодежи）とは、ベラルーシに存在する青少年組織である。
2002年9月6日創設。現在の書記長はレオニード・コバレフ。団員数約12万人。

## 概要

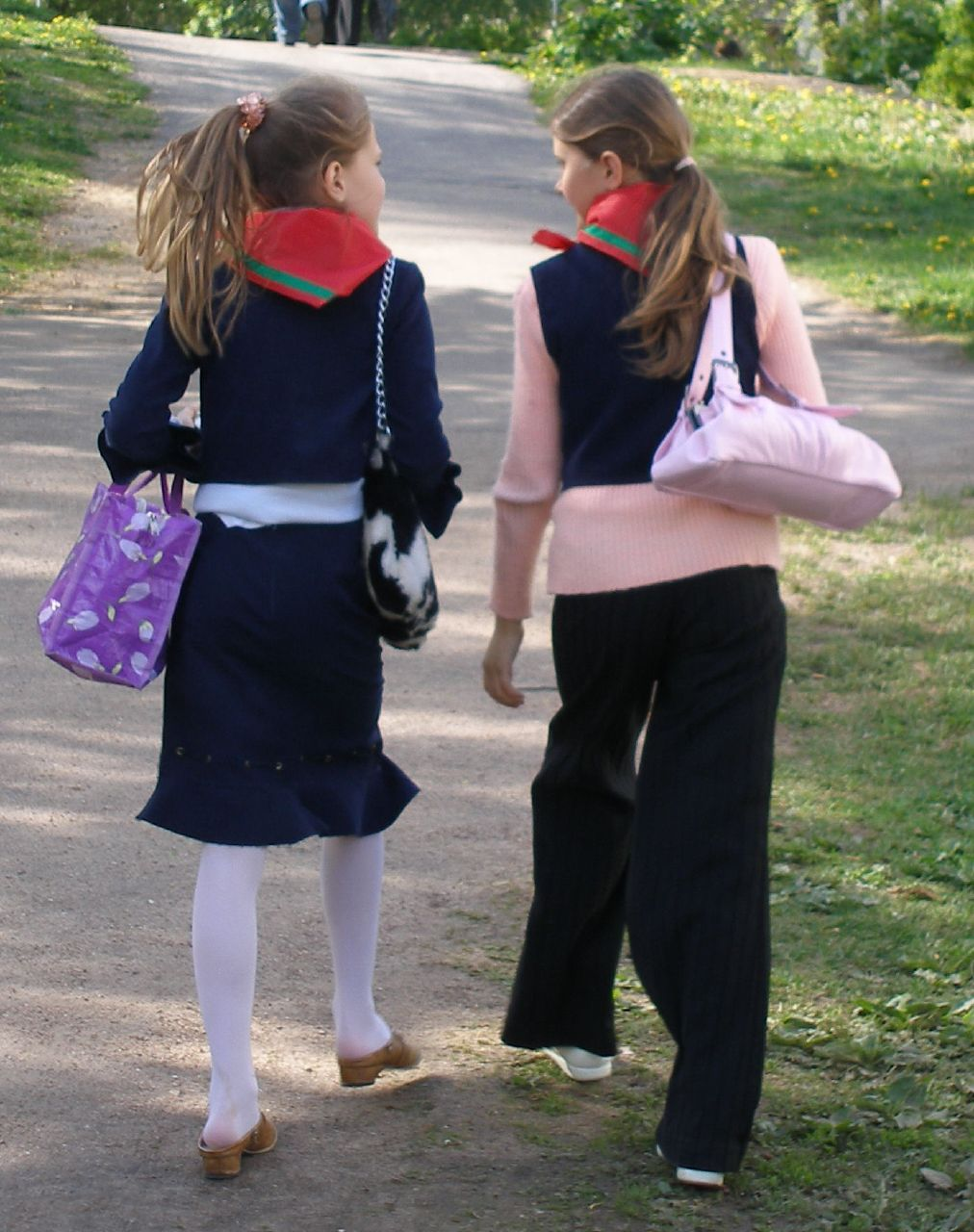
ミンスクを歩く団員

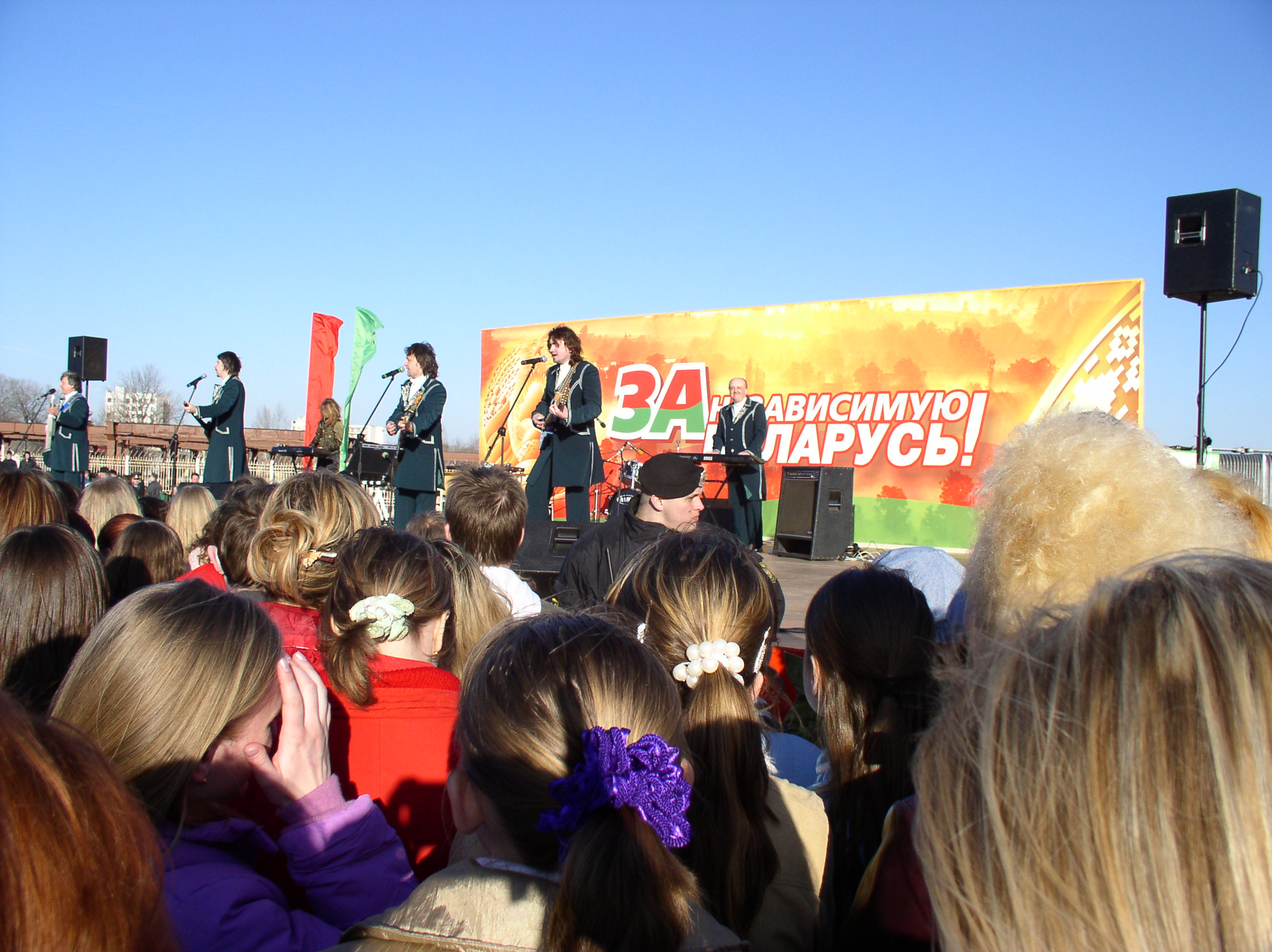
青年団のコンサート

コムソモールを真似て作った青少年組織であり、シンボルもコムソモールに似ている。ベラルーシ政府が組織の支援者である。
組織の性格としてはアレクサンドル・ルカシェンコ大統領の政治宣伝組織であり、ルカシェンコへの個人崇拝の色彩が強い。